# 平洲大桥

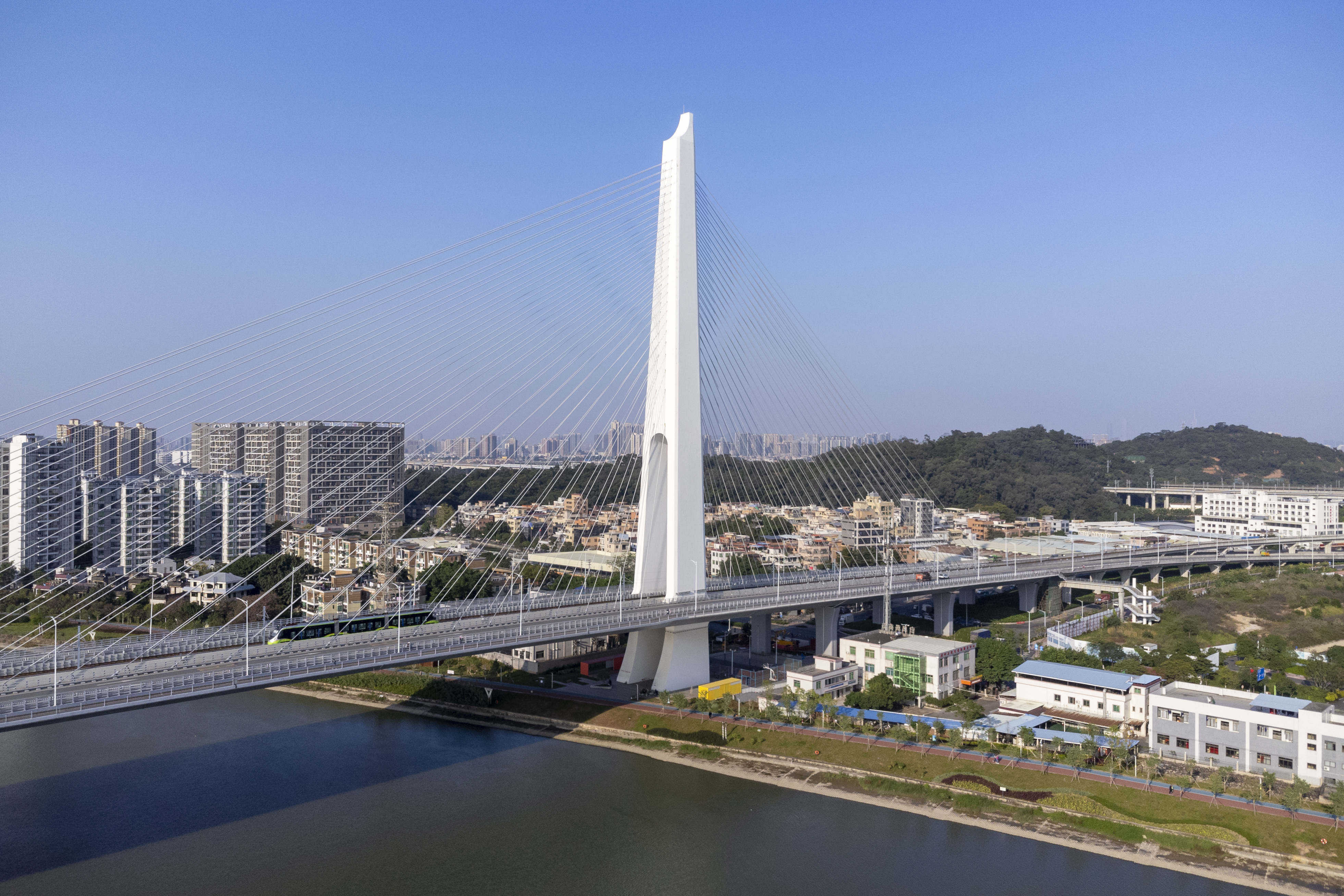
平洲大桥

平洲大桥（工程名为东平水道特大桥）位于中国广东省佛山市南海区桂城街道，是南海有轨电车1号线玉器街站至中区站区间的配套工程，为佛山首条“轨道+市政”的两用型桥梁，也是国内首座空间双索面混合梁独塔斜拉桥。

## 基本信息
- 主桥全长：475米[2][1]；
- 梁面宽度：46.5米[2][1]；
- 桥面市政道路部分的车道方向及数量：双向6车道[2][1]；
- 设计时速：60公里/小时[2][1]。

## 历史
- 2017年，平洲大桥实现合龙[1]；
- 2022年3月15日，平洲大桥正式通车[1]。